# 3-okso-5a-steroid 4-dehidrogenaza
3-okso-5a-steroid 4-dehidrogenaza (EC 1.3.99.5, steroid 5alfa-reduktaza, 3-oksosteroid Delta4-dehidrogenaza, 3-okso-5alfa-steroid Delta4-dehidrogenaza, steroid Delta4-5alfa-reduktaza, Delta4-3-keto steroid 5alfa-reduktaza, Delta4-3-okso steroid reduktaza, Delta4-3-ketosteroid5alfa-oksidoreduktaza, Delta4-3-oksosteroid-5alfa-reduktaza, 3-keto-Delta4-steroid-5alfa-reduktaza, 5alfa-reduktaza, testosteron 5alfa-reduktaza, 4-en-3-ketosteroid-5alfa-oksidoreduktaza, Delta4-5alfa-dehidrogenaza, 3-okso-5alfa-steroid:(akceptor) Delta4-oksidoreduktaza, tesI (gen)) je enzim sa sistematskim imenom 3-okso-5alfa-steroid:akceptor Delta4-oksidoreduktaza. Ovaj enzim katalizuje sledeću hemijsku reakciju
3-okso-5alfa-steroid + akceptor {\displaystyle \rightleftharpoons } 3-okso-Delta4-steroid + redukovani akceptor
Ovaj enzim je flavoprotein. Ovaj bakterijski enzim je karakterizovan iz Comamonas testosteroni. On učestvuje u androsteronskog degradaciji, cf. EC 1.3.1.22, 3-okso-5alfa-steroid 4-dehidrogenaza (+).

## Literatura
- Nicholas C. Price; Lewis Stevens (1999). Fundamentals of Enzymology: The Cell and Molecular Biology of Catalytic Proteins (Third изд.). USA: Oxford University Press. ISBN 019850229X.
- Eric J. Toone (2006). Advances in Enzymology and Related Areas of Molecular Biology, Protein Evolution (Volume 75 изд.). Wiley-Interscience. ISBN 0471205036.
- Branden C; Tooze J. Introduction to Protein Structure. New York, NY: Garland Publishing. ISBN 0-8153-2305-0.
- Irwin H. Segel. Enzyme Kinetics: Behavior and Analysis of Rapid Equilibrium and Steady-State Enzyme Systems (Book 44 изд.). Wiley Classics Library. ISBN 0471303097.
- William P. Jencks (1987). Catalysis in Chemistry and Enzymology. Dover Publications. ISBN 0486654605.

## Spoljašnje veze
- 5-alpha+reductase на 